# 98 Degrees (álbum)
| Críticas profissionais                                                      | Críticas profissionais |
| Avaliações da crítica                                                       | Avaliações da crítica  |
| Fonte                                                                       | Avaliação              |
| --------------------------------------------------------------------------- | ---------------------- |
| Allmusic                                                                    | link                   |
| Robert Christgau                                                            | (C-) link              |
| Esta tabela precisa de ser acompanhada por texto em prosa. Consulte o guia. |                        |

98 Degrees é o álbum de estreia do quarteto musical 98 Degrees. O álbum ganhou o certificado de ouro três anos depois de seu lançamento. Foi relançado novamente em 1998 com uma canção nova, "Was It Something I Didn't Say", substituindo "You Are Everything", depois de ter sido exposta no seriado Fame L.A.. Entretanto, somente o primeiro single, "Invisible Man (canção)" conseguiu entrar nas paradas musicais, alcançando o 7° lugar no Top 40.

## Lista de faixas
| Primeira edição |                                           |                                                        |         |  |
| N.º             | Título                                    | Compositor(es)                                         | Duração |  |
| 1.              | "Intro"                                   | 98° & Bernard Grubman                                  | 0:38    |  |
| 2.              | "Come And Get It"                         | Montell Jordan                                         | 4:28    |  |
| 3.              | "Invisible Man (canção)"                  | Dane DeViller, Sean Hosein & Steve Kipner              | 4:41    |  |
| 4.              | "Take My Breath Away"                     | Steve Grissette & Maxx Frank                           | 4:31    |  |
| 5.              | "Hand In Hand" (featuring Lashanda Reese) | Mario Winans & Kenneth Hickson                         | 5:18    |  |
| 6.              | "Intermood"                               | 98° & Bernard Grubman                                  | 0:31    |  |
| 7.              | "Dreaming"                                | Montell Jordan, Shep Crawford & Professor Funk         | 4:00    |  |
| 8.              | "You Are Everything"                      | Linda Creed & Thom Bell                                | 2:50    |  |
| 9.              | "Heaven's Missing An Angel"               | Christopher A. Stewart, Sean K. Hall, Sam Salter & Tab | 4:42    |  |
| 10.             | "I Wasn't Over You"                       | Christopher A. Stewart, Sean K. Hall & Tab             | 4:20    |  |
| 11.             | "Completely"                              | 98° & Bernard Grubman                                  | 4:05    |  |
| 12.             | "Don't Stop The Love"                     | Christopher A. Stewart, Sean K. Hall & Robin Thicke    | 4:31    |  |
| 13.             | "I Wanna Love You"                        | Kenny Greene, Rashad Smith & Armando Colon             | 4:00    |  |
| Duração total:  | Duração total:                            | Duração total:                                         | 48:47   |  |

| Edição relançada |                                           |                                                        |         |  |
| N.º              | Título                                    | Compositor(es)                                         | Duração |  |
| 1.               | "Intro"                                   | 98° & Bernard Grubman                                  | 0:38    |  |
| 2.               | "Come And Get It"                         | Montell Jordan                                         | 4:28    |  |
| 3.               | "Invisible Man (canção)"                  | Dane DeViller, Sean Hosein & Steve Kipner              | 4:41    |  |
| 4.               | "Was It Something I Didn't Say"           | Diane Warren                                           | 5:02    |  |
| 5.               | "Take My Breath Away"                     | Steve Grissette & Maxx Frank                           | 4:31    |  |
| 6.               | "Hand In Hand" (featuring Lashanda Reese) | Mario Winans & Kenneth Hickson                         | 5:18    |  |
| 7.               | "Intermood"                               | 98° e Bernard Grubman                                  | 0:31    |  |
| 8.               | "Dreaming"                                | Montell Jordan, Shep Crawford & Professor Funk         | 4:00    |  |
| 9.               | "Heaven's Missing An Angel"               | Christopher A. Stewart, Sean K. Hall, Sam Salter & Tab | 4:42    |  |
| 10.              | "I Wasn't Over You"                       | Christopher A. Stewart, Sean K. Hall & Tab             | 4:20    |  |
| 11.              | "Completely"                              | 98° & Bernard Grubman                                  | 4:05    |  |
| 12.              | "Don't Stop The Love"                     | Christopher A. Stewart, Sean K. Hall & Robin Thicke    | 4:31    |  |
| 13.              | "I Wanna Love You"                        | Kenny Greene, Rashad Smith & Armando Colon             | 4:00    |  |
| Duração total:   | Duração total:                            | Duração total:                                         | 50.99   |  |